# Dan Fogelman

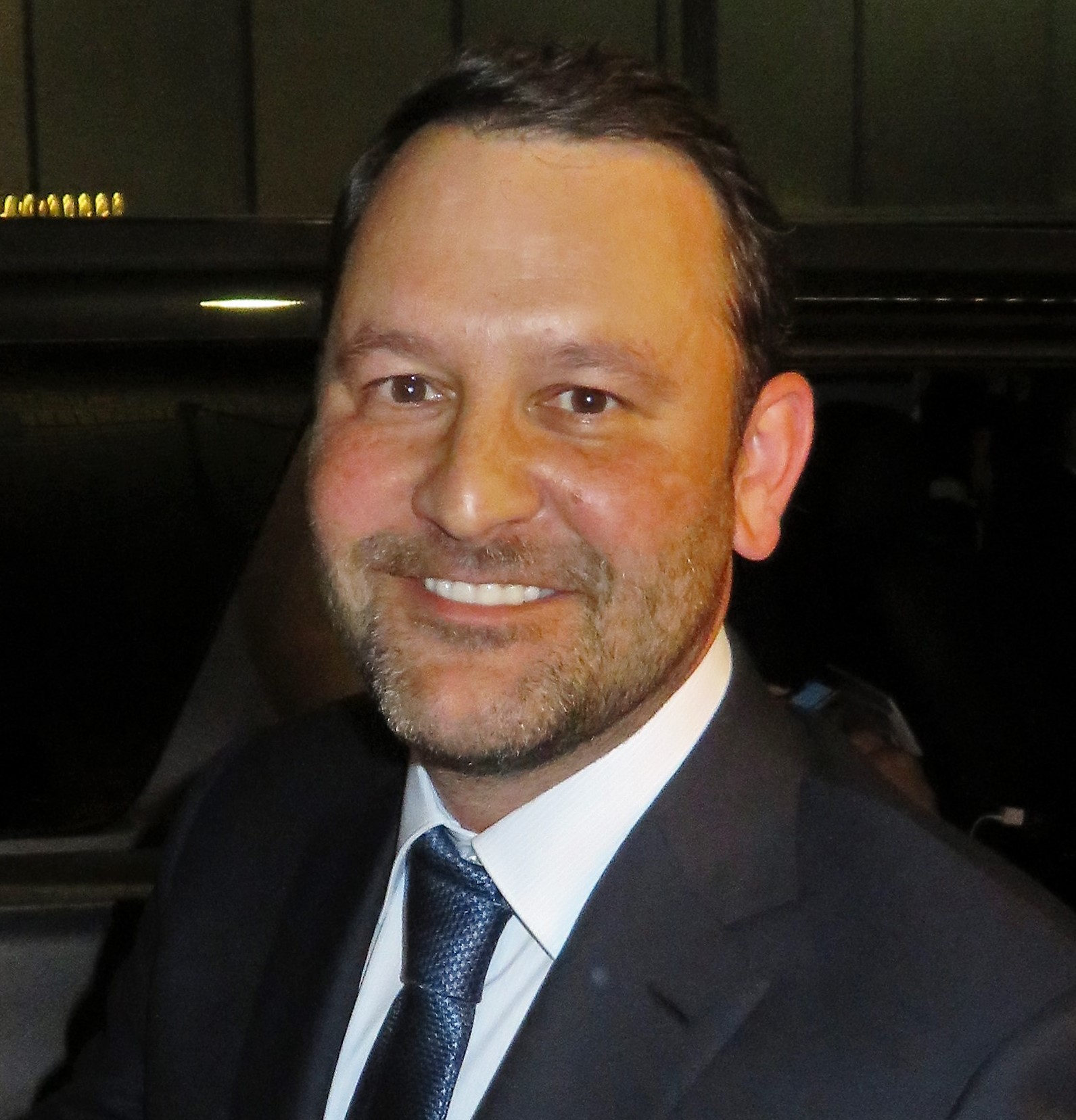
Dan Fogelman (2018)

Dan Fogelman (* 19. Februar 1976) ist ein US-amerikanischer Drehbuchautor, Regisseur sowie Film- und Fernsehproduzent.

## Leben
Fogelman wuchs als Sohn einer jüdischen Familie in River Vale, New Jersey auf, wo er die Pascack Valley High School besuchte. Nach Besuch des College ließ er sich Ende der 1990er Jahre in Los Angeles nieder.
Er begann seine Karriere in Hollywood mit dem Verfassen von 60 Sekunden langen Spots über Prominente für den TV Guide Channel und war Produktionsassistent bei einer Fernsehsendung des Komikers Howie Mandel. Ab dem Jahr 2006 schrieb er mehrere Drehbücher für Animationsfilme wie Cars, Bolt – Ein Hund für alle Fälle oder Rapunzel – Neu verföhnt.
Ab dem Jahr 2012 widmete er sich verstärkt der Kreation von Fernsehserien. Fogelman ist der Showrunner von Fernsehserien wie The Neighbors, Galavant, Pitch oder This Is Us – Das ist Leben. Im Jahr 2015 führte er bei Mr. Collins’ zweiter Frühling, in dem Al Pacino die titelgebende Hauptrolle übernahm, erstmals Regie bei einem Kinofilm. Sein zweiter Spielfilm So ist das Leben – Life Itself (2018) erhielt überwiegend negative Kritiken.
Im Jahr 2019 unterschrieb Fogelman einen auf fünf Jahre festgelegten Rahmenvertrag mit 20th Century Fox Television, der nach Branchenberichten ein Volumen von 125 Mio. US-Dollar umfasst.
Fogelman ist seit dem Jahr 2015 mit der Schauspielerin Caitlin Thompson verheiratet. Das Paar lebt in Los Angeles.

## Filmografie (Auswahl)
Drehbuchautor
- 2006: Cars
- 2007: Die Gebrüder Weihnachtsmann (Fred Claus)
- 2008: Bolt – Ein Hund für alle Fälle (Bolt)
- 2010: Rapunzel – Neu verföhnt (Tangled)
- 2011: Crazy, Stupid, Love.
- 2012: Unterwegs mit Mum (The Guilt Trip)
- 2012–2014: The Neighbors (Fernsehserie, 7 Episoden)
- 2013: Last Vegas
- 2015: Mr. Collins’ zweiter Frühling (Danny Collins)
- 2015–2016: Galavant (Fernsehserie, 4 Episoden)
- 2016: Grandfathered (Fernsehserie, Episode 1x21)
- 2016: Pitch (Fernsehserie, 4 Episoden)
- seit 2016: This Is Us – Das ist Leben (This Is Us, Fernsehserie)
- 2018: So ist das Leben – Life Itself (Life Itself)
- 2025: Paradise (Fernsehserie, 8 Episoden)[6]

Regie
- 2003: Shit Happens (Kurzfilm)
- 2015: Mr. Collins’ zweiter Frühling (Danny Collins)
- 2018: So ist das Leben – Life Itself (Life Itself)

Executive Producer
- 2003–2004: Like Family (Fernsehserie, 22 Episoden)
- 2012: Unterwegs mit Mum (The Guilt Trip)
- 2012–2014: The Neighbors (Fernsehserie, 43 Episoden)
- 2015–2016: Galavant (Fernsehserie, 18 Episoden)
- 2015–2016: Grandfathered (Fernsehserie, 22 Episoden)
- 2016: Pitch (Fernsehserie, 10 Episoden)
- seit 2016: This Is Us – Das ist Leben (This Is Us, Fernsehserie)
- 2025: Paradise (Fernsehserie, 8 Episoden)[6]

Producer
- 2015: Ich und Earl und das Mädchen (Me and Earl and the Dying Girl)
- 2018: So ist das Leben – Life Itself (Life Itself)